# Lygropia amyntusalis
Lygropia amyntusalis là một loài bướm đêm trong họ Crambidae.